# حزب الوطن (تركيا 2021)
حزب الوطن هو حزب سياسي في تركيا تأسس في 17 مايو 2021 من قبل محرم اينجه، المرشح السابق ل‍حزب الشعب الجمهوري في الانتخابات الرئاسية لعام 2018. نشأ الحزب كحركة اجتماعية (الحركة الداخلية) في سبتمبر 2020، بعد عامين من الانتخابات. انفصلت عن حزب الشعب الجمهوري بعد فشل انيجه في الإطاحة بزعيم حزب الشعب الجمهوري كمال كيليتشدار أوغلو من منصبه. كما تم تشجيع اينجه على إنشاء حزب خلال حملته للحركة الداخلية. لديه ثلاثة مقاعد في الجمعية الوطنية الكبرى، وعمدة مقاطعة، في إبرادي، بأنطاليا.

## نبذة
ذكر محرم اينجه، في 8 ديسمبر 2020، أنه سيغادر حزب الشعب الجمهوري، الذي كان عضوًا فيه منذ عام 1992، وأن الحركة الداخلية ستسجل كحزب سياسي. سيُعلن عن اسم وشعار الحزب بنفسه في مؤتمر صحفي في المستقبل. بدأ اينجه تدريبًا لمدة ثلاثة أيام في نوشهر في 25 يناير 2021 مع فريق يتألف من 80 شخصًا، وقال: «لقد قبلنا بالإجماع دستور حزبنا».
قال اينجه إن طلب تأسيس الحزب سيقدم لوزارة الداخلية في أبريل 2021. تم تقديمه في نهاية المطاف في وقت أبكر مما كان متوقعًا في 17 مايو، وفي ذلك الوقت تم تأسيس الحزب رسميًا. عند التأسيس، كان للحزب ثلاثة نواب في البرلمان، جميعهم الثلاثة استقالوا من قبل من حزب الشعب الجمهوري، وكان للحزب أيضًا عمدة مقاطعة واحد يمثلهم. من بين هؤلاء النواب الثلاثة، استقال أحدهم من حزب الوطن وأصبح مستقلاً.

## وصلات خارجية
- الموقع الرسمي